# Piet de Jongh

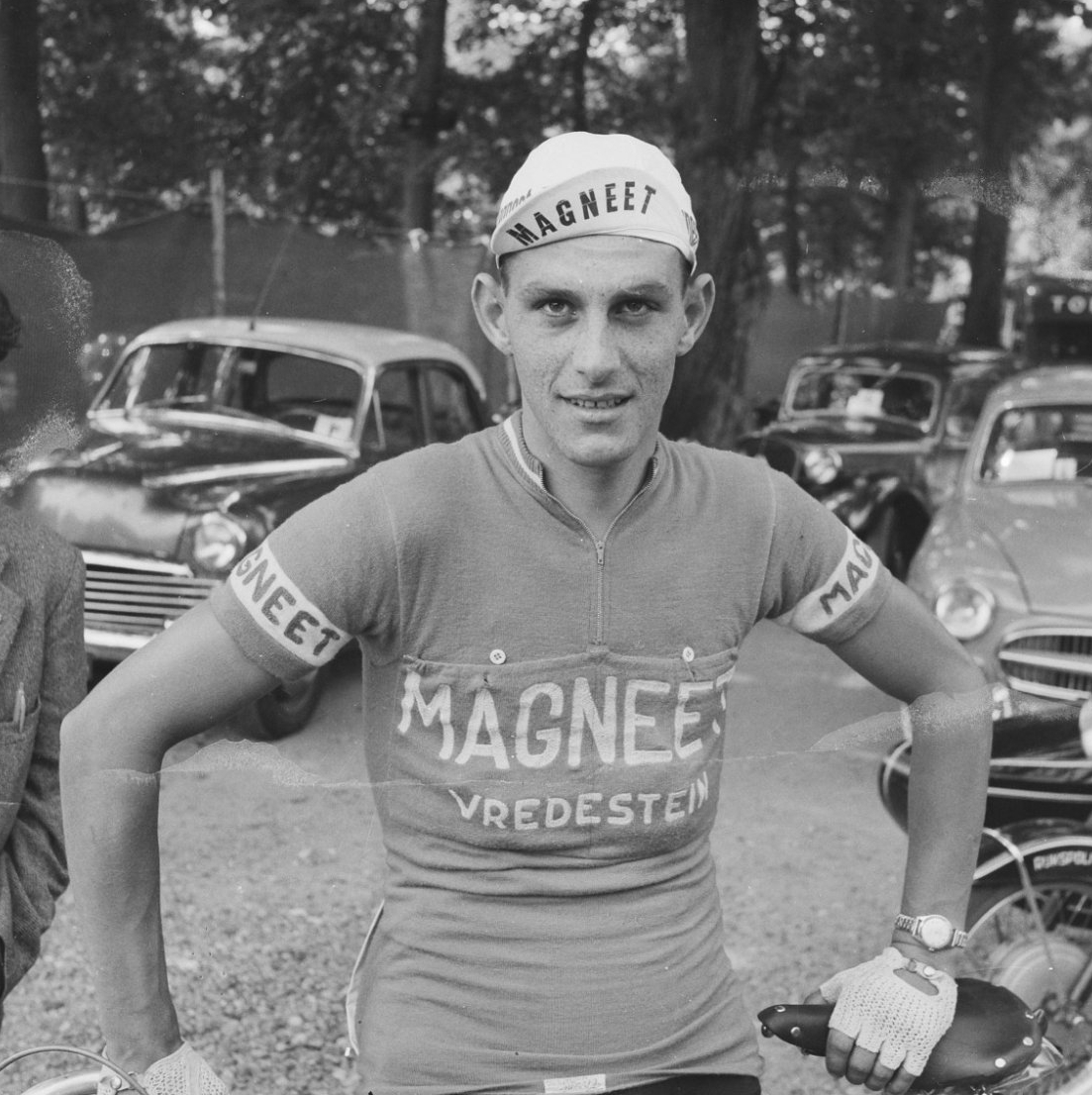
Piet de Jongh (1959)

Piet de Jongh (* 15. November 1934 in Made (Provinz Noord-Brabant)) ist ein ehemaliger niederländischer Radrennfahrer und nationaler Meister im Radsport.

## Sportliche Laufbahn
Piet de Jongh war im Straßenradsport aktiv. 1954 siegte er im Amateurrennen des Omloop Het Volk, 1955 in der Ronde van Zuid-Holland und der nationalen Militärmeisterschaft im Straßenrennen, 1956 im Kattekoers und in der Ronde van Midden-Nederland.
1957 wurde er Berufsfahrer und blieb bis 1959 als Radprofi aktiv. Er gewann einige Kriterien. 1958 wurde er Dritter der Luxemburg-Rundfahrt.
Die Tour de France fuhr er dreimal. 1957 wurde er 33., 1958 41. und 1959 schied er aus. In der Vuelta a España 1958 kam er auf den 38. Rang. Bei den Straßenradsport-Weltmeisterschaften 1957 wurde er 14. im Profirennen.